# Tania Boteva-Malo
Tania Boteva-Malo, búlgar: Таниа Болева- Мало (Sofia, 10 de juny de 1949), és una directora i escriptora búlgara en francès. Nascuda dins una família francòfona, va estudiar literatura francesa a la universitat de Sofia.

## Biografia
Tania Boteva Malo va néixer a Sofia, Bulgària, al si d'una família francòfona, en la qual Vassil Kountchev, anomenat Levski, és un dels il·lustres representants d'aquesta francofília. El seu pare, antic estudiant de la Sorbona, la inscriu des dels quatre anys a l'Aliança francesa, en una Bulgària de l'època comunista. Botio Botev, el seu pare, ancià combatent antifranquista de la guerra d'Espanya, li transmet el seu gust per la literatura i el francès, com la seva mare, professora de francès. Tania Boteva-Malo estudia literatura francesa a la universitat Sant-Clément de Ohrid de Sofia i s'il·lustra en la seva segona llengua convertida en materna segons l'opinió de l'autora de "Jeunes filles sur la route", recull de novel·les curtes, novel·la per a alguns. Tania Boteva-Malo va adquirir la nacionalitat francesa i viu actualment entre Bèlgica i Bulgària, on treballa com escriptora i cineasta.

## Novel·la
- 2009: Jeunes Filles sur la route

Katia en el camí de la vida a través de cinc quadres on es troben la vida, la mort, l'amor… La història d'una jove que descobreix la seva identitat, el seu «rostre» a través del rostre dels altres: el de la jove mare abandonada per l'home que estima, el de la seva àvia morta Todora, el de l'amant abandonat o de l'artista humiliat de mans màgiques, el de la mare que ha perdut els traços del seu rostre maquillat com un últim pas al no-res…
Què és la Mort? L'absència de trets en un rostre? Què és la dona? La bellesa passatgera, una «nimfa» en un núvol, la «donota» que arruïna els homes? Katia destrueix per comprendre millor l'amor «la cosa més imperceptible» que sigui i acaba per trobar el verdader sentit de la vida. Ha trobat la seva pròpia identitat «crucificant l'Amor» i l'artista. Esdevinguda al seu torn sense rostre, representa la Humanitat, aquest «Judes crucificat», el traïdor que ha traït l'Amor. Porta en ella els gèrmens del pecat original, la sang de Caïm i d'Eva flueix per les seves venes… En aquesta guerra de l'amor, o guerra dels sexes, l'altre és a aquest estadi una «presa legítima» com l'ocell a la cara del gat que medita. Però, es percep també a través de la roda de la vida, l'ala d'un «àngel ferit», la mà ossossa de la Mort. La il·lusió de l'eternitat està perduda: «el temps ja no és més elàstic», l'Edèn ha desaparegut definitivament. Jeunes Filles sur la route és el recorregut d'una jove que descobreix tots els rostres de la traïció d'un règim totalitari amb eslògans buidats de sentit per al «brillant futur de la gent». Katia aprèn a combatre la seva por a la mort, la vellesa i la solitud. Destruint l'amor fals (violent, forçós, comerciat o pidolat) ens fa descobrir l'autèntic amor, el que ha bufat pel més enllà.
Éditions Artistfolio ISBN 978-2-35830-004-9

## Pel·lícules
- Night Angels, 1995
- Trois hommes et un chien,[2] 2000
- El fabulós destí dels jueus bulgars codirigida amb Miroslave Gaidoshik